# Витава (река)
Вита́ва (бел. Вітава) — река в Хотимском районе Могилёвской области Белоруссии и в Суражском районе Брянской области России, правый приток реки Ипуть. Берёт начало в болотах на территории Белоруссии в 6 км восточнее деревни Варваровка, далее на юг и впадает в Ипуть около д. Дегтярёвка.
Длина реки — 18 км. Площадь водосборного бассейна — 124 км².

## Притоки
Основные притоки  Витавы: ручей Долотенка и река Ясенова (левые).